# Маршес, Лео
Лео́ Марше́с (фр. Léo Marchès, иногда Леопольд Маршес, настоящее имя Леон Луи Маршесо́, фр. Léon Louis Marchessaux; 18 февраля 1870, Лион — 1944, Париж) — французский драматург, сценарист и журналист.

## Биография
Сын военного врача. Учился в Лионе и в Ницце, затем изучал право в Университете Экс-ан-Прованса. Сделав выбор в пользу литературной карьеры, отправился в Париж, где с 1893 года работал репортёром в газете «Le Soir». Затем был театральным обозревателем в «Le Siècle», в 1897—1900 годах руководитель отдела новостей и театральный хроникёр в «L’Evénement», в 1900—1902 годах заведующий редакцией этой газеты. Затем некоторое время — главный редактор французской ежедневной газеты в Нидерландах.
В марте 1899 года дебютировал как драматург на сцене театра «Гран-Гиньоль» с сатирической комедией «Капитолийские гуси» (фр. Les oies du Capitole, в соавторстве с Полем Аппре), по сюжету которой шутники разыгрывают премьер-министра республики, убеждая его в том, что против него готовится заговор, а премьер-министр, поверив, арестовывает депутатов от оппозиции. Спектакль был запрещён и в тот же вечер сыгран театром, несмотря на запрет, поскольку законодательство позволяло актёрам играть без цензурного разрешения, если публика собралась на спектакль не по билетам, а по частным приглашениям. В последующие полтора десятилетия успешно выступал как автор оригинальных комедий и адаптаций — особенной популярностью пользовались его инсценировки романов Жоржа Куртелина «Поезд в 8.47» (1912, затем также сценарий для фильма Анри Вульшлегера, 1934, и либретто для оперетты Шарля Кювийе, 1936) и Альфонса Доде «Тартарен в Альпах» (1913). Выступал также как прозаик, опубликовав в 1904 году книгу написанных в Нидерландах рассказов «В стране мельниц» (фр. Au pays des Moulins) и небольшой роман из жизни парижских кафешантанов «Сердце притворщицы» (фр. Cœur de Cabotine).
В годы Первой мировой войны проходил военную службу. В послевоенные годы продолжал работать для театра — в частности, инсценировав роман Жанны Ландр «Луковка и её любовники» (1937, куплеты Макса Ренье). Наиболее популярная послевоенная работа Маршеса — пьеса «Маленькая женщина из поезда» (фр. Une petite femme dans le train; 1922), переработанная также в музыкальную комедию (1927) и в киносценарий, по которому режиссёр Карл Антон снял сразу две версии фильма — чешскую (1933) и французскую (1934).